# Charles Théodore Beauvais de Préau
Charles Théodore Beauvais de Preau, né le 8 novembre 1772 à Orléans et mort le 18 avril 1830 à Paris (Seine), est un général français de la Révolution et de l’Empire, fils de Charles Nicolas Beauvais de Préau, médecin et député à la Convention nationale qui vote la mort du roi Louis XVI.

## Biographie

### Sous la Révolution française et le Consulat
Il entre en service comme volontaire au 15e bataillon des fédérés nationaux le 6 août 1792, il est nommé sous-lieutenant le 15 août 1792. Adjudant-général chef de bataillon à l’armée d’Italie le 6 octobre 1793, il ne fait pas partie du nouvel état-major issu de la réorganisation du 13 juin 1795.
Remis en activité dans l’armée d’Italie avec son grade le 16 novembre 1795, il est nommé adjudant-général chef de brigade le 29 octobre 1795. Affecté à l’armée de l’Intérieur le 8 janvier 1796, il est admis au traitement de réforme le 22 septembre 1796.
Passé volontairement à l’armée d’Orient le 19 mai 1798, commandant de quartier général de l'armée d'Orient le 21 juillet 1798, il devient chef d’état-major de la division du général Reynier le 18 août 1798. Il démissionne et quitte l’Égypte le 14 octobre 1798. Fait prisonnier par des corsaires barbaresques, il est envoyé à Constantinople et enfermé au château des Sept-Tours jusqu’au début de l'année 1801. Il rentre en France le 28 septembre 1801 et est admis au traitement de réforme le 19 mars 1802.

### Sous le Premier Empire et la Restauration
Il est remis en activité à l'armée du Nord comme adjudant-commandant le 15 août 1809. Employé au 9e corps de l'armée d'Espagne sous les ordres du général Drouet d'Erlon le 25 septembre 1809, il reste en Espagne de 1809 et 1813. Il est fait chevalier de la Légion d’honneur, par décret impérial le 27 juin 1811. Il sert ensuite à l’état-major du 5e corps de la Grande Armée sous les ordres du général Lauriston à partir du 25 juin 1813.
Il est promu général de brigade le 30 septembre 1813 et prend le commandement de la 2e brigade de la 10e division du général Albert, du 5e corps de la Grande Armée le 3 janvier 1814. Il est fait chevalier de l’ordre royal et militaire de Saint-Louis, par ordonnance du 13 août 1814.
Il est mis en non activité le 1er septembre 1814 et employé au corps d’observation de la Gironde du 24 avril 1815 au 25 juillet 1815. Mis en disponibilité le 1er avril 1820, il est élevé au grade d’officier de la Légion d’honneur par ordonnance du 29 mai 1825. Il est le directeur du volumineux ouvrage collectif Victoires, conquêtes, désastres, revers et guerres civiles des Français de 1792 à 1815 paru entre 1817 et 1825, en trente volumes.
Il meurt d'une hydropisie de poitrine le 18 avril 1830 à Paris.

## Sources
1. ↑  Charles Théodore Beauvais de Préau (dir.) et al., Victoires, conquêtes, désastres, revers et guerres civiles des Français de 1792 à 1815, Paris, 1817-1825 (lire en ligne)

- Thierry Pouliquen, « Les généraux français et étrangers ayant servis [sic] dans la Grande Armée »
- « Cote LH//158/49 », base Léonore, ministère français de la Culture